# Indonemoura adunca
Indonemoura adunca är en bäcksländeart som först beskrevs av Harper 1974.  Indonemoura adunca ingår i släktet Indonemoura och familjen kryssbäcksländor. Inga underarter finns listade i Catalogue of Life.